# Ficus submontana
Ficus submontana är en mullbärsväxtart som beskrevs av C. C. Berg. Ficus submontana ingår i släktet fikonsläktet, och familjen mullbärsväxter. Inga underarter finns listade i Catalogue of Life.